# 이기용 (언어학자)
이기용(李基用, 1937년 7월 19일~)은 대한민국의 언어학자이다.

## 생애
1963년도에 미국 St. Louis University (School of Philosophy and Letters)를 졸업하고, 1967년 전남대학교 석사학위를 취득하였으며, 1974년도에 ‘The Treatment of Some English Constructions in Montague Grammar’라는 논문으로 텍사스 대학교 언어학과에서 박사학위를 취득하였다.
광주대건신학대학(현 광주가톨릭대학교) 영어 담당 전임강사, 전북대학교 영어영문학과 전임강사-조교수-부교수, 중앙대학교 영어교육학과 부교수를 거쳐, 고려대학교 영어영문학과 교수 및 고려대학교 언어학과 교수를 역임했다.
학회 활동으로는 한국언어정보학회 대표, 한국인지과학회 회장과 한국언어학회 회장을 역임했으며, 해외 활동으로는 미국 Stanford University CSLI 객원 연구원, 일본 덴리대학 조선어학과 교수, 독일 Erlangen 대학교 컴퓨터언어학실 DAAD 학자, 홍콩 City University of Hong Kong 초빙 교수를 지냈다.
2002년 정년 퇴직하였으며 현재 고려대학교 명예교수로 재직 중이며, 2004년 이후 현재까지  국제표준기구 (ISO/TC 37/SC 4/WG 2 Semantic Annotation) 컨비너로 활동 중이다.

## 저서
- On Montague Grammar
- 의미론서설 (공저)
- 현대 문법이론 강의 (공역)
- 계산의미론과 그 응용 (공저)
- 언어와 세계: 형식의미론
- 시제와 양상: 가능세계의미론
- 상황과 정보: 상황의미론
- 전산형태론
- 정보지식혁명과 전문용어 (공저)